# Bahnhof Berlin Pichelsberg

Der Bahnhof Berlin Pichelsberg ist ein Bahnhof der S-Bahn im Berliner Ortsteil Westend. Er befindet sich zwischen den Bahnhöfen Olympiastadion und Stresow.

## Geschichte und Beschreibung

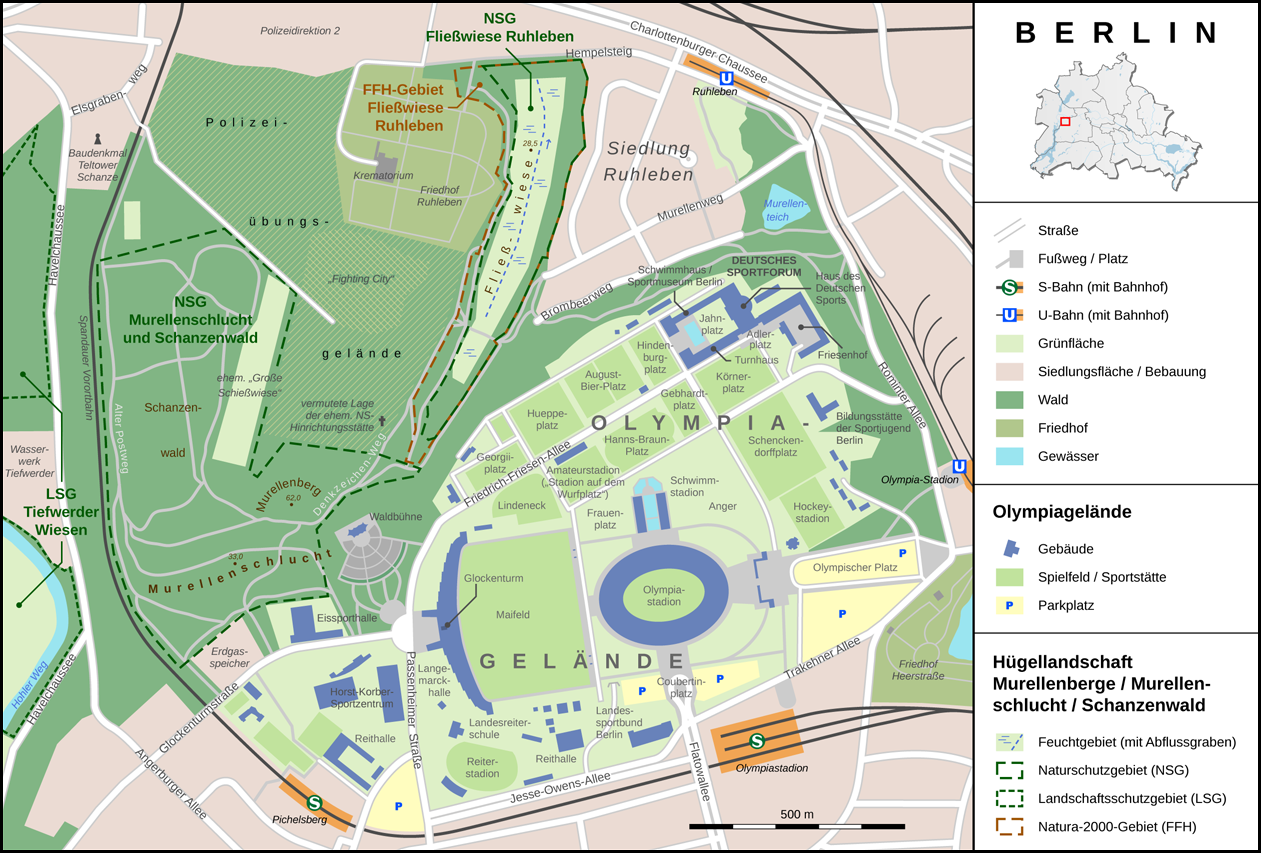
Lage des Bahnhofs Pichelsberg an der Spandauer Vorortbahn

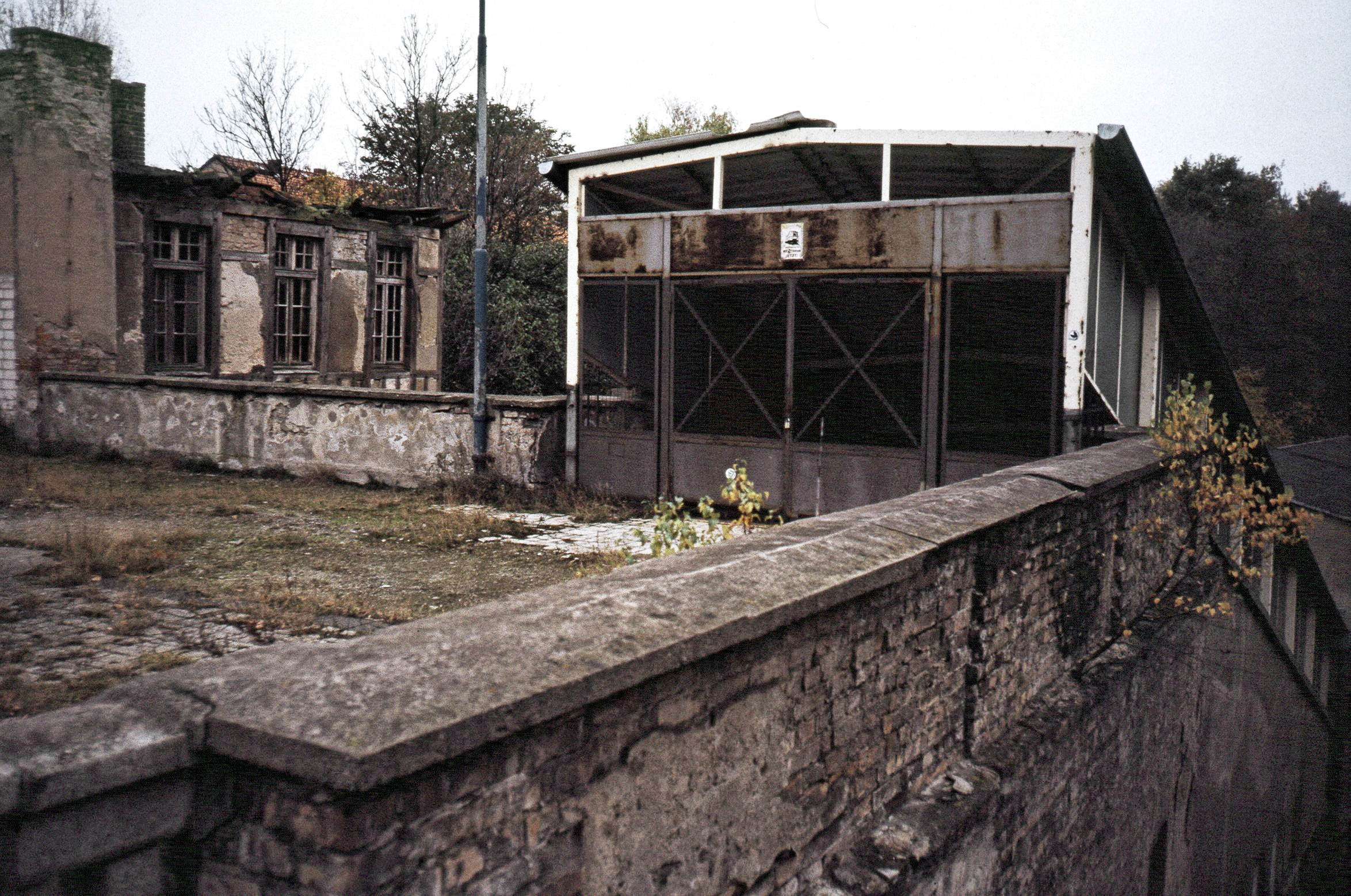
Osteingang während der Zeit der Stilllegung (1987)

Am 5. September 1911 wurde der Bahnhof Pichelsberg der Spandauer Vorortbahn eröffnet. Nach Plänen von Ernst Schwartz wurde der Bau vom Regierungsbaumeister Lücking ausgeführt. Seit der Elektrifizierung der Strecke 1928 gab es regelmäßigen S-Bahn-Betrieb. Anlässlich der Olympischen Spiele 1936 gab es wesentliche Umbauten nach Plänen von Fritz Hane, mit einem zweiten Zugang am westlichen Ende zur Waldbühne. Das im Zweiten Weltkrieg schwer beschädigte Empfangsgebäude wurde danach einige Jahre im notdürftig reparierten Ruinenzustand weitergenutzt.
Nach dem S-Bahn-Streik im Jahr 1980 wurden die Strecke und der Bahnhof stillgelegt. Mit einem neu erbauten Eingang wurde die Station am 16. Januar 1998 wiedereröffnet. Später kamen zwei weitere Eingänge an der Nordwestseite hinzu, deren nördlicher Abzweig den Bahnhof mit der Glockenturmstraße verbindet und seit 2012 der Zuwegung zur dortigen Eissporthalle dient. Die Fußwege zum Glockenturm, zum Olympiapark Berlin, zur Waldbühne und zum Horst-Korber-Sportzentrum bleiben allerdings in der Summe über den südöstlichen Ausgang an der Schirwindter Allee kürzer.

## Anbindung
Der S-Bahnhof wird von den Linien S3 und S9 der Berliner S-Bahn bedient. Eine Umsteigemöglichkeit zu anderen Linien des öffentlichen Personennahverkehrs besteht, in der Nähe befindet sich die Haltestelle Scholzplatz, an der die Linien M49 und 218 verkehren.
| Linie | Verlauf |
| ----- | --- |
|       | Spandau – Stresow – Pichelsberg – Olympiastadion – Heerstraße – Messe Süd – Westkreuz – Charlottenburg – Savignyplatz – Zoologischer Garten – Tiergarten – Bellevue – Hauptbahnhof – Friedrichstraße – Hackescher Markt – Alexanderplatz – Jannowitzbrücke – Ostbahnhof – Warschauer Straße – Ostkreuz – Rummelsburg – Betriebsbahnhof Rummelsburg – Karlshorst – Wuhlheide – Köpenick – Hirschgarten – Friedrichshagen – Rahnsdorf – Wilhelmshagen – Erkner                 |
|       | Spandau – Stresow – Pichelsberg – Olympiastadion – Heerstraße – Messe Süd – Westkreuz – Charlottenburg – Savignyplatz – Zoologischer Garten – Tiergarten – Bellevue – Hauptbahnhof – Friedrichstraße – Hackescher Markt – Alexanderplatz – Jannowitzbrücke – Ostbahnhof – Warschauer Straße – Treptower Park – Plänterwald – Baumschulenweg – Schöneweide – Johannisthal – Adlershof – Altglienicke – Grünbergallee – Schönefeld (bei Berlin) – Waßmannsdorf – Flughafen BER |